# Carl von Clausewitz
Carl Philipp Gottlieb von Clausewitz (pronunție în AFI, ˈklaʊzəvɪts) (n. 1 iulie 1780  – d. 16 noiembrie 1831) a fost un om de arme din Prusia, istoric și teoretician militar.  A devenit faimos pentru tratatul său militar Vom Kriege (Despre război), tradus în multe limbi, inclusiv limba română.